# Bellman Töll
Bellman Töll, född 22 maj 1997 på Töllebäcks gård i Istorp i Västra Götalands län, var en svensk varmblodig travhäst. Han tränades och kördes av Ulf Ohlsson. Han var Ohlssons stora stjärnhäst när Ohlsson bedrev egen tränarrörelse.
Bellman Töll tävlade åren 1999–2009 och sprang in 5,8 miljoner kronor på 142 starter varav 43 segrar, 21 andraplatser och 23 tredjeplatser. Han tog karriärens största seger i Sweden Cup (2005), där han vann både försök och final. Han segrade även i Gulddivisionens final (feb 2004, maj 2005), Gävle Stora Pris (2005) och Birger Bengtssons Minne (2005) samt kom på tredjeplats i långa E3-finalen (2000) och Norrbottens Stora Pris (2006).